# Station Saint-Amand-les-Eaux
Station Saint-Amand-les-Eaux (Frans: Gare de Saint-Amand-les-Eaux) is een spoorwegstation in de Noord-Franse gemeente Saint-Amand-les-Eaux. Het station is gelegen aan de spoorlijn Fives - Hirson. Vroeger liepen vanaf hier ook de spoorlijnen Sain-Amand-les-Eaux - Blanc-Misseron, Denain - Saint-Amand-les-Eaux en Saint-Amand-les-Eaux - Maulde-Mortagne.